# 施建生
施建生（1917年6月15日—2020年7月18日），出生於中華民國浙江省縉雲縣，為著名台灣經濟學家，國立中央大學經濟系學士、美國哈佛大學經濟系碩士，曾任國立台灣大學經濟系教授、中華經濟研究院研究顧問，是第一位將凱恩斯「總體經濟學」介紹至台灣的學者，是經濟學界公認台灣經濟學教育現代化最重要的推手，其著作《經濟學原理》也是早年經濟學學生必讀教科書。其學生包括了台大前校長孫震、中央銀行前總裁梁國樹及前副總裁郭婉容、中央研究院院士于宗先及胡勝正、行政院前副院長邱正雄及吳榮義，經建會前主委陳博志、行政院前政務委員薛琦、國立中央大學前代理校長李誠等。

## 生平
施建生於1917年在浙江省縉雲縣出生，高中之前求學不順遂，曾先後考上蘇州東吳大學、北京大學和南京中央大學。由於當時北方情勢不穩，隨時都有可能和日本開戰，於是聽父親的話至中央大學就讀，最初就讀社會系，後轉讀經濟系，1939年畢業。後通過自費留學考試，申請至美國哈佛大學攻讀研究所，1946年取得碩士學位。為了早日報效國家，施建生放棄攻讀博士，以一年時間走訪美國多所知名大學，到芝加哥大學旁聽半年，並遊學西岸加州大學柏克萊分校和史丹佛大學。當時，主流經濟學已由凱恩斯倡導的新理論取代，主張政府應以經濟政策干預，將此理論引入美國的是哈佛大學，因為靠海而被稱為「鹽水學派」。反對政府干預的另一派則以芝加哥大學為重鎮，因在湖邊而被稱為「淡水學派」。施建生先受哈佛大學薰陶兩年，再到芝加哥大學修習半年，因此得以同時接觸到兩大學派的思想和主要代表人物。
留美三年後，施建生回到上海，當時國共內戰已經開打，繼而國民政府在1949年播遷台灣，隔年施建生也渡海來台。施建生先在省立行政專校（國立台北大學前身）任教，1952年獲聘為台大經濟系專任教授，教授大一的「經濟學」和大四的「經濟政策」兩門課。1959年8月到1967年7月，擔任教育部高教司司長和台大法學院院長。在台大任教期間，施建生曾重返美國教書和研究，前後約七年之久，也當過密西根州立大學等校的客座教授。在威斯康辛大學勤考斯分校執教兩年之後，由於校方堅留，施建生遵守台大校外兼職不得超過兩年的規定，於1979年自台大提前退休並接任名譽教授。
1984年施建生自美返台，應中國文化大學聘為教授並兼任過經濟系主任、經濟所所長和法學院院長，1992年75歲退休，隔年應中華經濟研究院聘為研究顧問。此後全心投入閱讀與寫作，曾將熊彼德、凱恩斯、海耶克、弗利曼、李嘉圖、亞當·斯密、薩繆森、約翰·彌爾，以及馬夏爾九位經濟學大師分別立傳，至2016年才停筆。施建生熟悉各家學說，對於主流、傳統、現代經濟學派和具影響力學者一視同仁，僅以流暢筆調完整傳達各家學說精要，幾乎不作評論，也不選邊站。其深諳經濟政策，但僅忠實傳佈，對政府政策也從不批判評論。

## 著作

### 個人著作
- 《西南工業建設方案》（重慶：中山文化教育館，1939）
- 《中國工業化問題》（重慶：青年書店，1940）
- 《當代經濟思潮》（台北：中華文化出版事業委員會，1952）
- 《經濟學講話》（台北：中華文化出版事業委員會，1954）
- 《經濟學原理》（台北：施建生發行，1955）
- 《中國教育現況》（台北：中華文化出版事業委員會，1957）
- 《台灣經濟發展的道路》（台北：國際經濟合作發展委員會，1959）
- 《經濟政策》（台北：施建生發行，1968）
- 《經濟福利指標的探索》（台北：財政部財稅人員訓練所，1976）
- 《世界經濟與國際金融》（台北：財政部財稅人員訓練所，1976）
- 《亞洲新興工業國家因應美國經貿壓力策略之比較》（台北：台灣經濟研究院，1989）
- 《國際經濟與臺灣經濟》（台北：台灣經濟研究院，1990）
- 《偉大經濟學家熊彼德》（台北：天下文化，2005）
- 《偉大經濟學家凱恩斯》（台北：天下文化，2006）
- 《偉大經濟學家海耶克》（台北：天下文化，2007）
- 《偉大經濟學家費利曼》（台北：天下文化，2009）
- 《偉大經濟學家亞當‧斯密》（台北：天下文化，2010）
- 《偉大經濟學家李嘉圖》（台北：天下文化，2011）
- 《偉大經濟學家薩繆森》（台北：天下文化，2013）
- 《偉大經濟學家約翰‧彌爾》（台北：天下文化，2013）
- 《偉大經濟學家馬夏爾》（台北：天下文化，2016）

### 共同著作
- 施建生等著：《二十世紀之科學－經濟學》（台北：正中書局，1961）
- 施建生等著：《一九八〇年代以來臺灣經濟發展經驗》（台北：中華經濟研究院，1999）

### 編著
- 施建生等編，國際經濟研究社主編：《國際經濟論文集》（台北：正中書局，1978）
- 王雲五總編，施建生主編：《雲五社會科學大辭典－經濟學》（台北：台灣商務印書館，1979）

### 譯作
- 赫洛（R. F. Harrod）著，施建生譯：《凱恩斯傳》（台北：中央文物供應社，1953）
- 黑克斯（J. R. Hicks）著，施建生譯：《社會經濟結構》（台北：中華文化出版事業委員會，1957）
- 施建生譯述：《通貨膨脹與失業》（台北：正中書局，1988）